# Signore delle cime
Signore delle cime ("Señor de las cumbres") es una conocida canción italiana de plegaria fúnebre. Fue compuesta por Bepi De Marzi en 1958, cuando tenía 23 años, en homenaje a Bepi Bertagnoli, que había muerto por un alud en la montaña en 1951.

## Historia
De Marzi escribió la canción para la coral I Crodaioli, que él mismo había fundado en su pueblo natal de Arzignano, y a petición del club excursionista para la ceremonia de colocación de una placa en memoria de Bertagnoli. Se hizo muy popular y ha sido traducida a varios idiomas. La sencillez de la canción y su fuerte impacto emocional han hecho que se haya incluido en el repertorio de numerosos coros. La melodía simple, con armonías tradicionales y la combinación con un texto sentimental, que incluye la devoción cristiana popular, lo han hecho muy conocida.
Una ocasión importante, en la cual se canta siempre y que ha contribuido a popularizarla en Italia, es en la Adunata Nazionale degli Alpini (el encuentro nacional de los Alpini, el cuerpo de montaña de la infantería italiana), que se celebra cada año a mediados de mayo desde 1920.

## Texto
El texto original tiene dos estrofas; la primera dirigida a Dios, la segunda dirigida a la Virgen;  existe una tercera, que habitualmente no se canta y que fue añadida posteriormente, donde se pide a Dios que deje caer una flor de nieve del cielo en memoria del amigo muerto.

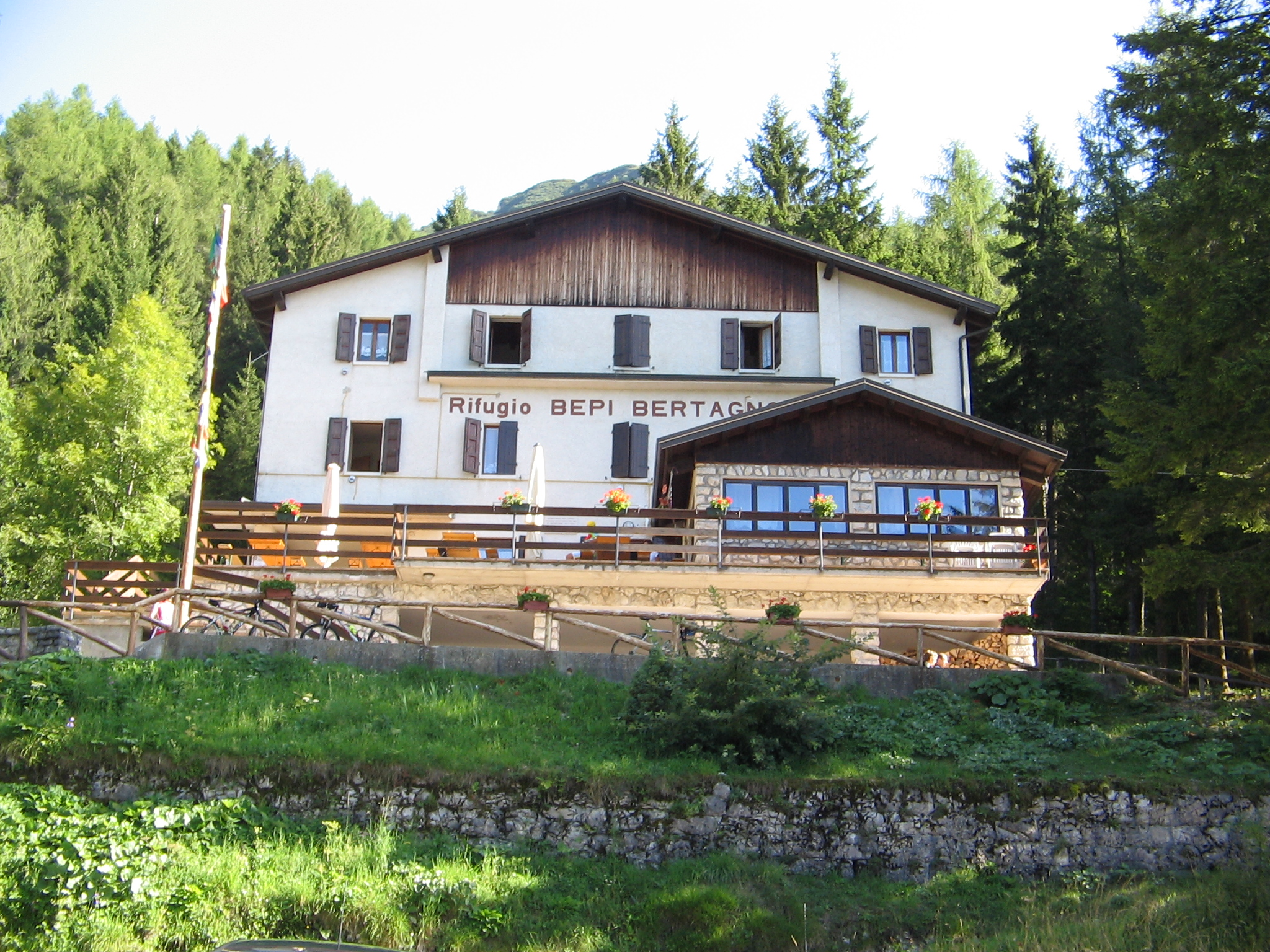
Refugio de montaña que lleva el nombre de Bepi Bertagnoli

| Original | Traducción |
| --- | --- |
| Dio del cielo, Signore delle cime, Un nostro amico hai chiesto alla montagna. Ma ti preghiamo, ma ti preghiamo Su nel Paradiso, su nel Paradiso Lascialo andare per le tue montagne. Santa Maria, Signora della neve, Copri col bianco, soffice mantello Il nostro amico, il nostro fratello. Su nel Paradiso, su nel Paradiso Lascialo andare per le tue montagne. | Dios del cielo, Señor de las cumbres has reclamado en la montaña nuestro amigo. Pero te rogamos que, allí arriba al Paraíso, lo dejes andar por tus montañas. Santa Maria, Señora de la nieve cubre con el blanco y suave manto nuestro amigo, nuestro hermano. Allí arriba en el Paraíso déjalo andar por tus montañas. |